# Nassau Street (Manhattan)
Nassau Street es una calle en el Distrito Financiero de Manhattan en Nueva York (Estados Unidos). Su extremo sur está en la intersección con Broad Street y Wall Street, y su extremo norte está en Spruce Street, en Pace University, cerca del pie del Puente de Brooklyn. En toda su ruta, Nassau Street corre una cuadra al este de Broadway y Park Row.

## Historia
Nassau Street se llamaba originalmente Kip Street, en honor a una de las primeras familias de colonos holandeses, pero posteriormente fue nombrada en honor a la familia real de los Países Bajos, la Casa de Orange-Nassau. Fue nombrado algún tiempo antes que Guillermo de Nassau, el príncipe holandés que se convirtió en el rey Guillermo III de Inglaterra, por lo que ese no es el origen del nombre, a pesar de lo fácil que podría confundirse como tal. Nassau Street alguna vez albergó muchos de los periódicos de la ciudad. A finales del siglo XX, la calle Nassau se cerró al tráfico motorizado durante ciertas horas, con el fin de promover las compras.
Nassau Street limita con el distrito histórico de Fulton-Nassau, que abarca varios edificios a lo largo de Nassau entre las calles Spruce y Liberty. La sede original de The New York Times, entonces New-York Daily Times, estaba ubicada en 113 Nassau Street. En 1854, el periódico se trasladó a 138 Nassau Street, y en 1858 se trasladó a 41 Park Row, convirtiéndolo en el primer periódico en la ciudad de Nueva York en tener un edificio completo únicamente para su propia fuerza laboral.
En 1931, la línea BMT Nassau Street (actuales trenes J y Z) del Metro de Nueva York se extendió por debajo de Nassau Street, con paradas en Fulton Street y Broad Street. Nassau Street tiene solo 10 m de ancho y el piso del metro estaba a solo 6,1 m por debajo de los cimientos del edificio. Como resultado, hubo que apuntalar 89 edificios para garantizar que se mantuvieran sobre sus cimientos. El costo total de la construcción del segmento fue de 10.072 millones de dólares para la extensión de 1,4 km de largo, o 2.068 dólares por pie, que era tres veces el costo normal de construcción en ese momento.

## Edificios notables
De sur a norte:

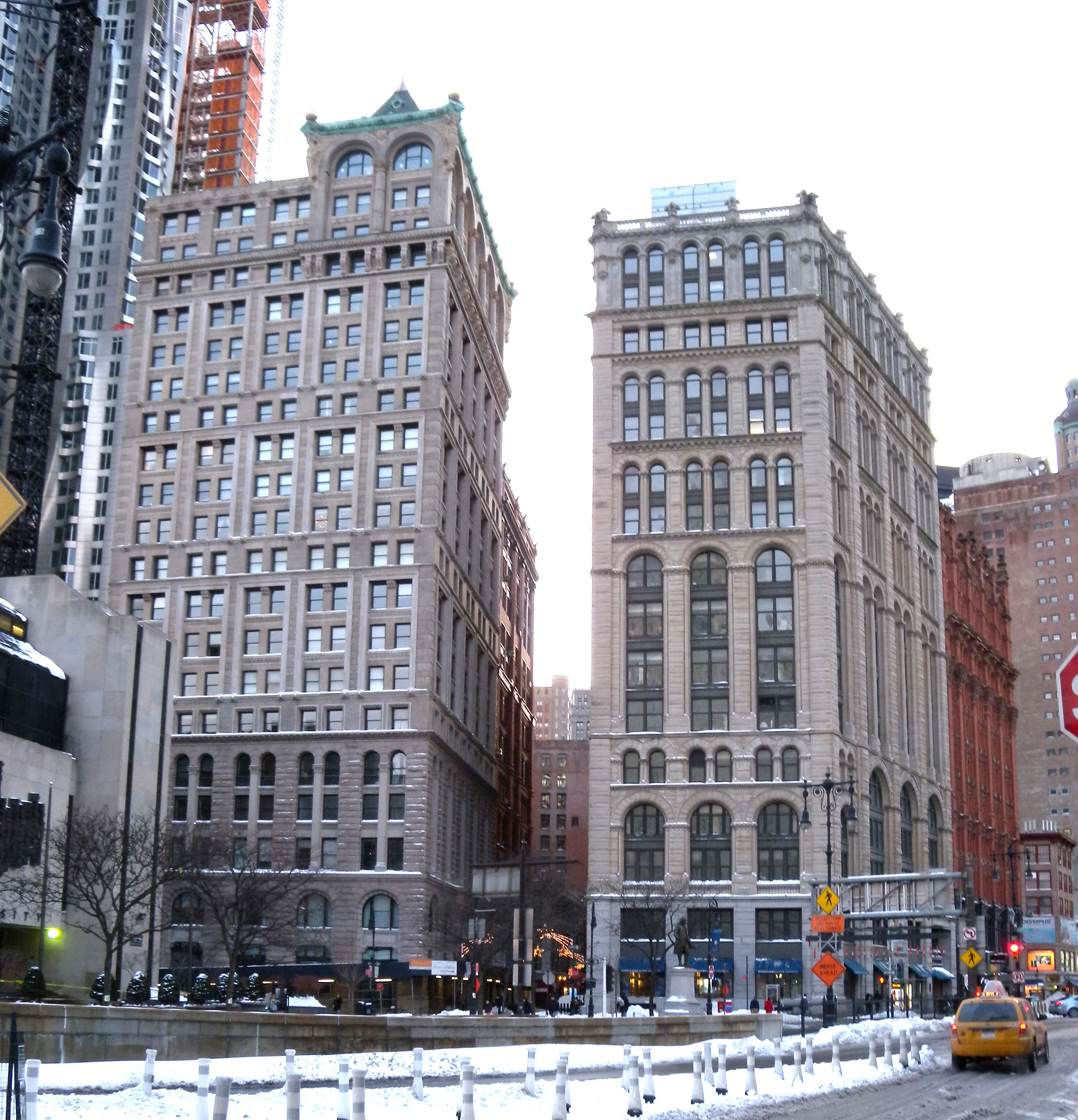
El New York Times Building (derecha) y el 150 Nassau Street (izquierda) uno frente al otro en el extremo norte de Nassau Street

- 14 Wall Street, en 1–11 Nassau Street
- Federal Hall, lado oriental de Nassau entre Wall y Pine Streets
- Atlantic National Bank (1853-1873), en 17 Nassau Street
- Equitable Building, en 15–25 Nassau Street
- 28 Liberty Street, en 26–40 Nassau Street
- 140 Broadway, en 27–39 Nassau Street
- Liberty Tower, en esquina norccidental de Nassau y Liberty Streets
- Edificio del Banco de la Reserva Federal de Nueva York, en esquina nororiental de Nassau y Liberty Streets
- 63 Nassau Street
- Theatre on Nassau Street (1732–1765), en 64–66 Nassau Street, el primer teatro en Nueva york
- Bennett Building, en 93–99 Nassau Street
- 5 Beekman Street, en 119–133 Nassau Street
- Morse Building, en 140 Nassau Street
- Potter Building, en 145 Nassau Street
- New York Times Building/41 Park Row, en 147 Nassau Street
- 150 Nassau Street